# ロシア象徴主義

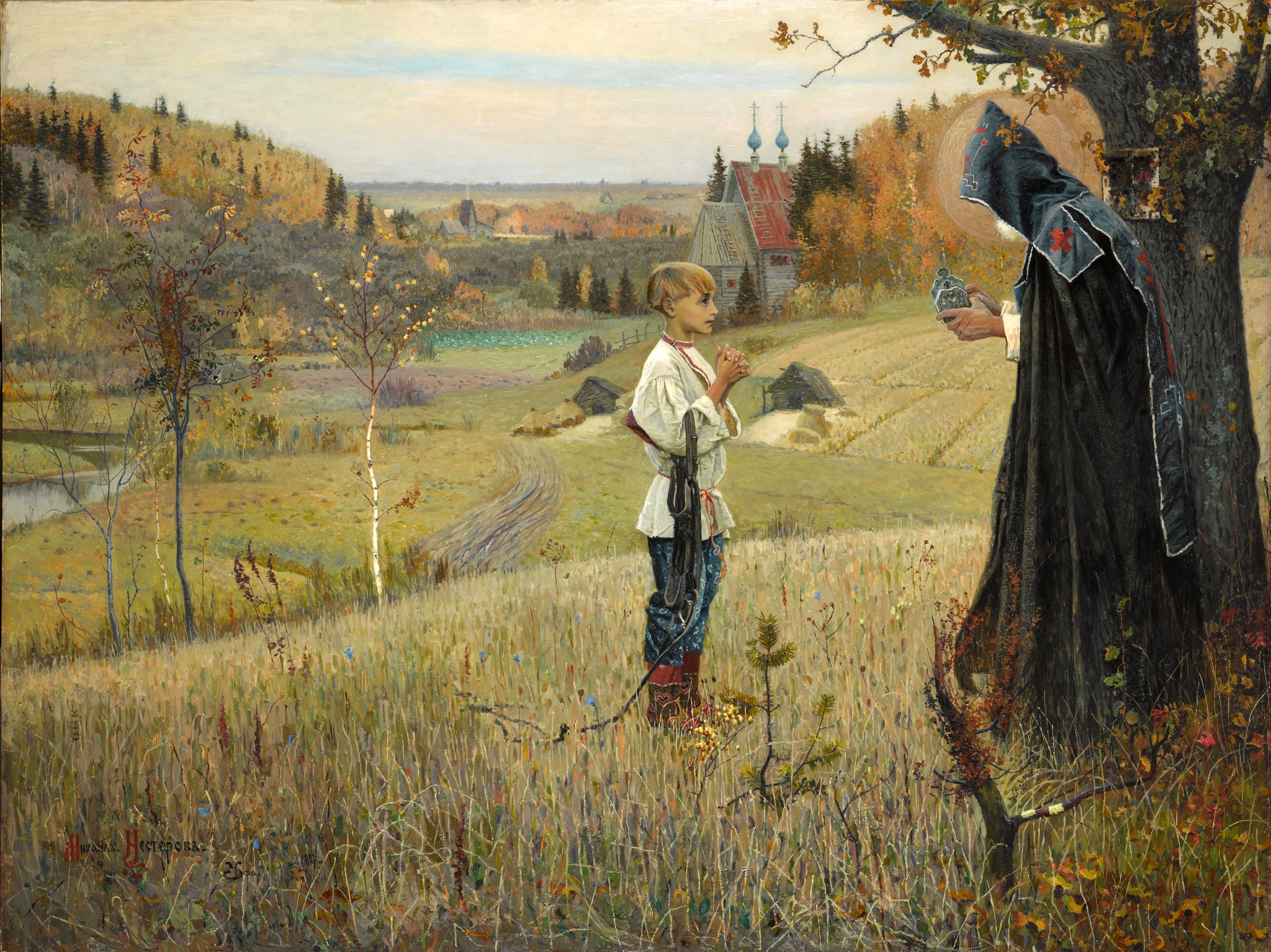
ミハイル・ネステロフの絵画
「若きヴァルフォロメイの聖なる光景」 (1890年) しばしばロシア象徴主義の幕開けを告げたと見なされている美術作品の1つ。

ロシア象徴主義(ロシア語: Русский символизм)とは、19世紀末から20世紀初頭のロシア帝国において支配的だった芸術運動。ヨーロッパの芸術界における象徴主義運動のロシア版であるが、その美学や思想が文学や詩に限らず、美術や音楽、舞踏にまで波及した点において、他国にはない特異性が見られる。

## ロシア象徴主義文学
ロシア象徴主義運動への根本的な影響は、フョードル・チュッチェフの詩やヴラディーミル・ソロヴィヨフの哲学における非合理主義（反理性主義）の美学や神秘主義であり、これらにリヒャルト・ワーグナーの楽劇や、アルトゥール・ショーペンハウアーとフリードリヒ・ニーチェの思想、フランスの象徴主義や頽廃主義の詩人たち（ステファーヌ・マラルメやポール・ヴェルレーヌ、シャルル・ボードレールら）、ヘンリク・イプセンの戯曲といった同時代の西欧の文化思潮が加わっていた。
ロシア象徴主義運動の火蓋は、ニコライ・ミンスキーの論文『昔の討論』（1884年）やディミトリー・メレシュコフスキーの著作『現代ロシア文学の衰退と新思潮』（1892年）によって切られた。両者とも極端な個人主義を奨励し、創造行為を神聖化したのである。メレシュコフスキーは詩作ばかりでなく、一連の「神人」（イエス・キリスト、ジャンヌ・ダルク、ダンテ・アリギエーリ、レオナルド・ダ・ヴィンチ、ナポレオン・ボナパルト）についての小説でも名高く、後にアドルフ・ヒトラーさえも神人と崇めたことによって顰蹙を買った。メレシュコフスキー夫人のジナイーダ・ギッピウスもまた象徴主義運動初期の主要な詩人で、サンクトペテルブルクに文学サロンを開き、「ロシア頽廃主義の本拠」として知られるようになった。

### 象徴主義の勃興
1890年代の半ばまで、ロシア象徴主義はなお単なる理論の集合にすぎず、注目に値する実践者は見出されていなかった。アレクサンドル・ドブロリューボフは1895年に詩学論を出版しているが、その直後も詩作はうち棄てられたまま、象牙の塔から象牙の塔へと彷徨うことをよしとされていた。もう1人の有能な作家、イヴァン・コネフスコイは24歳の若さで夭折している。象徴主義が大きな運動としてロシア文壇に躍り出るには、新人ヴァレリー・ブリューソフの出番を俟つしかなかった。
ブリューソフは、象徴主義が手強い信奉者からなる運動であることを示そうとして、おびただしい数の筆名を使い分け、3巻からなる自作の詩集を『ロシアの象徴主義者たち。詞花集』と題して1894年と1895年に出版した。ブリューソフの戦略的な「煙幕」は、成功した。数人の若い詩人が、ロシア文学最新の流行として象徴主義に惹き付けられたのである。ブリューソフのほかに最も人気のある詩人といえば、最初の霊感を信じて、時折わざと詩句を改訂しなかったコンスタンティン・バリモントや、「死の吟遊詩人」を自称した悲観主義者のフョードル・ソログープがいる。
これらの作家の多くは、20世紀半ばまでに名声を失ったものの、象徴主義運動の影響はそれでもなお絶大だった。これはとりわけインノケンティー・アンネンスキーの場合に当てはまる。アンネンスキーの最後の詩集『糸杉材の箱』は1909年に死後出版された。しばしば「呪われた詩人」のロシア版として言及されるアンネンスキーは、ボードレールやヴェルレーヌの詩に不可欠の抑揚をロシア語に写し取ろうと努めたものの、繊細な音楽性や不気味な暗示、不可解な語彙、色彩や芳香のかすかな変化の魅力といったものはみなアンネンスキーならではのものである。アンネンスキーがアクメイズムの詩人たち（アンナ・アフマートヴァ、ニコライ・グミリョーフ、オシップ・マンデリシタームら）に与えた影響は計り知れない。

### 第二世代
ロシア象徴主義が真に花開いたのは、20世紀に入って最初の10年間である。多くの才能ある新人が、象徴主義の流れを汲んだ詩を発表しはじめた。これらの作家は、とりわけ哲学者ヴラディーミル・ソロヴィヨフの恩恵を受けていた。文学研究者で詩人のヴャチェスラフ・イヴァーノフは、古代の詩に興味を寄せており、イタリアから戻ると文学クラブ「ディオニュソス派」をサンクトペテルブルクで旗揚げした。イヴァノフの公言した原理とは、「古雅なジョン・ミルトンの言い回し」をロシアの詩歌に接木することだった。ロシア革命についての詩で名高いマクシミリアン・ヴォローシンは、クリミアの別荘で詩のサロンを開いていた。アレクサンドル・スクリャービンと親しいユルギス・バルトルシャイティスは、革命までは故郷リトアニアで活躍し、神秘主義的な哲学や魔術的な響きが特徴的な詩を書いた。
新世代の詩人のうち、二人の新人、アレクサンドル・ブロークとアンドレイ・ベールィは、ロシア象徴主義運動の全体でも最も著名な詩人となった。
アレクサンドル・ブロークは、20世紀ロシアの詩壇を主導した詩人の一人と広く見なされている。しばしばアレクサンドル・プーシキンと並び賞せられ、ロシア詩壇の「銀の時代」全般が、ときに「ブロークの時代」と呼ばれたほどである。初期の詩歌は完璧なまでに音楽的で、響きが豊かである。時代が下るにつれ、ブロークは、自作に破調（リズム定型の冒険）や破格（不規則な韻律）を取り入れてみようとした。成熟期の作品は、プラトン的な美の理想と、郊外の薄汚い工業地帯での陰鬱な現実生活との齟齬をしばしば基礎としている。これらの詩は、色彩や綴りを特徴的な方法で用いて意味を表現していることが多い。ブロークの作品で特に有名で、かつ物議を醸した詩として『十二人』がある。この詩は、革命下のペトログラードの通りを行進する12人のボルシェヴィキ軍を、（キリストの十二使徒になぞらえて）宗教的テクストの語法を真似て綴ったものである。
アンドレイ・ベールィは、その文学活動の大半を通して、散文・韻文・音楽の統合を試みた。それは、初期の作品に「交響曲」と名を付けられた散文詩があることにも表れている。しかしながらベールィの名声は、モダニズム小説『ペテルブルク』（1911年 - 1913年）など、もっぱら象徴主義以降の作品によるものである。『ペテルブルク』は哲学的・宗教的な作品で、著しく奇抜な語りの手法や、とらえどころのない引喩、特徴的なリズムの実験が目立つ。ウラジーミル・ナボコフはこの作品を、ジェームズ・ジョイスの『ユリシーズ』に次いで、20世紀で2番目に重要な小説に選んでいる。その他の特筆すべきベールィ作品としては、象徴主義運動の目標を再定義する上で重要な役割を果たし、非常に影響力のあった文学理論の小論集『象徴主義』（1910年）や、新生児の意識の芽生えをたどる小説『魂の遍歴（Котик Летаев）』（1914年 - 1916年）が挙げられる。
サンクトペテルブルクの都市そのものが、ロシア象徴主義の第2世代によって用いられる主要なシンボルの1つになった。ブロークが帝都サンクトペテルブルクを扱った詩の数々は、「千の幻想の都市」として、また商人やブルジョワに満たされた滅びゆく世界として、この都市を印象主義的に写し出している。さまざまな自然の力（日昇と日没、光と闇、稲妻と炎など）は、黙示録的な様相を帯び、地球と人類を永遠に変えてしまう天変地異のような出来事の前触れを果たす。第2世代の詩人たちの作品には、しばしばスキタイやモンゴル人が登場するが、彼らは未来の破局的な戦争の象徴となっている。ロシア象徴主義運動には終末論的な傾向が内在しているために、詩人の多く――ブロークやベールィ、ブリューソフを含めて――はロシア革命を、ロシアの歴史が次なる進化に向かう一歩と受け止めていた。

### その他のロシア象徴主義文学
フョードル・ソログープは、世紀末の文学や哲学に特徴的な陰気で悲観的な要素を、ロシアの散文に取り入れた最初の作家である。最も有名な小説『小悪魔』（1902年）は、ロシアで「ポシュロスチ（пошлость ; ラテン文字転写でposhlost'）」として知られる（邪悪さと凡俗さの中間の、野卑な人間像を指す）概念を活き活きと描き出そうとする試みであった。次なる大作『創造される伝説』（1914年）は、「血の涙」「女王オルトルーダ」「煙と灰」の三部からなる長編小説であり、同じような多くの登場人物が出てくるが、なかなか楽天的で希望に満ちた世界観を示している。
ヴァレリー・ブリューソフの小説『熾天使』（炎の天使）もまた名高い。この小説は、16世紀のドイツを舞台に、秘術の実践への参加や不浄な力との交わりによって清廉高潔な精神を酷く蝕まれた乙女と、その娘の情欲に打ち勝とうとする学者の物語である（題名の熾天使とは、乙女が性的な妄想の際に見る霊的存在であると共に、堕天する前のルシファーの地位を指している）。この小説はセルゲイ・プロコフィエフの歌劇《炎の天使》の原作に使われた。
主に散文のみを書いた唯一の象徴主義の作家がアレクセイ・レーミゾフである。中世ルーシの文学を引用しつつ、レーミゾフは作品中で、夢と現実と純然たる気紛れをグロテスクに結び付けている。

### 象徴主義運動の凋落
1910年代になるまでに、ロシア象徴主義は文壇における勢いを失うようになった。その重要な担い手は、しばしば『天秤宮（Весы）』（1904年 - 1909年）や『金羊毛（Золотое руно）』（1906年 - 1909年）、『峠道（Перевал）』といった雑誌において摩擦を起こした。それ以外の担い手は、主要な出版社の管理を得ようと苦闘した。しばらくすると多くの青年詩人は、象徴主義の行き過ぎに距離を置いたアクメイズム運動に引き寄せられた。それ以外の若手は、既存の芸術の慣習を避けつつ、芸術の完全性を再創造しようと模索する偶像破壊的な集団、「ロシア未来派」に加わった。

## ロシア象徴主義美術
恐らく最も重要なロシア象徴主義の画家は、ミハイル・ヴルーベリであろう。ヴルーベリはモザイク状の大カンバスに描き出された「坐せるデーモン」で名声を掴んだが、力強く禍々しい「俯いたデーモン」（1902年）の製作中に発狂してしまった。
雑誌『芸術世界』とゆかりのある画家に、ピュヴィ・ド・シャヴァンヌの模倣者のヴィクトル・ボリソフ＝ムサートフや、中世ルーシの歴史に宗教的な題材を求めたミハイル・ネステロフ、「都市の幽霊」で知られるムスティスラフ・ドブジーンスキー、秘儀的・密教的と評される画風のニコラス・レーリヒがいる。

## ロシア象徴主義の音楽と演劇
最初の象徴主義の作曲家であるアレクサンドル・スクリャービンは、《交響曲 第1番》において芸術を一種の宗教として賛美した。《交響曲 第3番「神聖なる詩」（仏語：Le divin Poème）》（1902年 - 1904年）は、「汎神論から宇宙との一体化へ至る、人類の精神の進化」を表現しようと試みている。1908年にニューヨークで初演された《交響曲 第4番「法悦の詩」（Poème de l'extase）》は、出版譜に自作の長大な詩を「哲学的な標題」として掲げた標題交響曲で、人類の燃え立つような創造力と仕事の後の倦怠や至福とを壮麗に謳い上げている。《交響曲 第5番「プロメテ―火の詩」》においては入念に選りすぐられた色彩が、色光ピアノによってスクリーンに投影される予定であった（が不手際から実現しなかった）。
スクリャービンは計画倒れに終わった舞台音楽《神秘劇》において、演奏と詩、舞踊、色彩、芳香を結合させて、「至高にして究極の法悦」を人類にもたらそうと考えていた。「全ての芸術分野の舞台における融合」という同様の理念は、アンドレイ・ベールィやワシーリー・カンディンスキーらによっても練られていた。
より伝統的な劇場の世界において、『桜の園』などのチェーホフ後期の戯曲は、象徴主義に足を踏み入れていると評されてきた。しかしながらコンスタンチン・スタニスラフスキーは最初の公演において、なるべく写実的であろうと努力した。象徴主義演劇の頂点としてきまって言及されるのは、メイエルホリドによるアレクサンドル・ブロークの『人形劇』の上演（1906年）である。それから2年後にスタニスラフスキーは、モスクワ芸術劇場においてモーリス・メーテルランクの戯曲『青い鳥』を上演し、国際的な称賛を勝ち得た。
理論めかせば、ニコライ・エヴレイノフの著作にも目配りすべきであろう。エヴレイノフの説によると、劇場は我々を取り巻く全てなのであり、自然界は慣行的な演技に満ち満ちているという。例えば沙漠の花は岩石を模倣しており、ネズミは猫の爪から逃れるために死んだ振りをして見せる。劇場とは、エヴレイノフ曰く、実存というものの普遍的な象徴なのである。一方で、作家アントン・チェーホフの甥で俳優のミハイルは、象徴主義の特殊な演出法を発展させた。これは今でもスタニスラフスキーの演出法と人気を分け合っている。